# اباسیوناتا
اباسیوناتا فيلم دراما ايطالي من إخراج جيانلويجي كالديروني. وتأليف جيانلويجي كالديروني وساندرو بارينزو.

## القصة
تدور القصة حول ايميلو طبيب أسنان زوجته تعاني من مرض عقلي وتقضي يامها على البيانو وهي تعزف سوناتا رقم 23 لبيتهوفن. وابنته المراهقة يوجينا التي لا تنفصل عن صديقتها نيكولا الغير متزنه التي تغري ايميلو. فيدخل بعلاقة معقدة ويجد نفسه بحلقة مفرغة. واثناء دخول زوجته إلى المستشفى تحاول ابنته اغوائه. فيجد نفسه مصاب بالوحدة والاكتئاب.

## الممثلون
- غابرييل فرزيتي - بدور دكتور ايميلو روتيلي.
- أورنيلا موتي - بدور يوجينا روتيلي.
- إليونورا جيورجي - بدور نيكولا.
- فالانتينا كورتس - بدور إليسا روتيلي.
- جين مارتينوفيتش
- ريناتا زامينغو - مساعدة الدكتور.
- نينيتو دافولي - القصاب الشاب.
- كارلا مانشيني - مريضة.
- لويغي غيرا - بائع.

## روابط اضافية
- اباسيوناتا على موقع IMDb (الإنجليزية)
- اباسيوناتا على موقع روتن توميتوز (الإنجليزية)
- اباسيوناتا على موقع أول موفي (الإنجليزية)
- اباسيوناتا على موقع فيلمافينيتي (الإسبانية)
- اباسيوناتا على موقع قاعدة بيانات الفيلم (الإنجليزية)
- اباسيوناتا على موقع ليتربوكسد (الإنجليزية)
- اباسيوناتا على موقع كينوبويسك (الروسية)